# Jean-Louis Lejaxhe
Jean-Louis Lejaxhe, né à Chênée le 1er octobre 1964, est un auteur liégeois.

## Biographie
Il est l'auteur d'une série de livres à caractère régional liégeois et historique. En 2011, il publie la première de ses auto-éditions, à savoir un opuscule sur la caractérologie celtique intitulé "Votre caractère par les arbres". Cette même année, Jean-Louis Lejaxhe prend une occupation d'indépendant commercial sous le nom de Jaune@Temps qui officie dans la région de Liège et Trooz, en qualité d'artiste graphiste et coach éditorial. 
Depuis 2019, il organise également le salon littéraire LittéraTrooz, mettant en valeur les auteurs de la région liégeoise mais également étrangers, dont l'édition 2020 a été annulée à cause de la pandémie de Covid-19. 

## Ouvrages
- Histoire des cinémas liégeois, Liège, Noir Dessin Production, 1999, 1re éd., 152 p. (ISBN 2-87351-035-8)
- 2001 : collaboration pour la partie Chênée dans le Dictionnaire des rues de Liège
- 2002 : Liège, ville et lumières (participation amicale avec Joseph Jeanmart)
- Liège 1905, une exposition universelle, Liège, Noir Dessin Production, 2003, 157 p. (ISBN 2-87351-080-3)
- Liège en guerres, Liège, Noir Dessin Production, 2004, 192 p. (ISBN 9782873510978, présentation en ligne)
- Noz z'amis les flamands, Liège, Noir Dessin Production, 2004 (ISBN 2-87351-092-7) sur une idée de Michel Elsdorf
- Chênée autrefois, Liège, Noir Dessin Production, 2005, 192 p. (ISBN 2873511052, présentation en ligne)
- Noz z'amis les femmes, Liège, Noir Dessin Production, 2005 (ISBN 9782873511128)
- Noz z'amis les z'horribles, Liège, Noir Dessin Production, 2006 (ISBN 2873511206)
- Michel Elsdorf et Yannik Delairesse, Les inondations au pays de Liège 1925-1926, Liège, Noir Dessin Production, 2006 (ISBN 2-87351-125-7)
- Histoire des cinémas liégeois, Liège, Noir Dessin Production, février 2008, 2e éd. (1re éd. 1999), 292 p. (ISBN 9782873511661, présentation en ligne)
- Le livre d'or de Chênée, Liège, Noir Dessin Production, 2009, 180 p. (ISBN 9782873512033, présentation en ligne)
- Votre caractère par les arbres, Liège, Jaune@Temps, 2011
- L'entité de Trooz en vues anciennes, Liège, Jaune@Temps, 2012
- L'entité de Bouillon en vues anciennes, Liège, Jaune@Temps, 2013
- Les 100 plus belles vues anciennes de Herstal, Liège, Jaune@Temps, 2014
- Trooz, août 1914 : le drame de Forêt, Liège, Jaune@Temps, 2014
- Septembre 1944 : le massacre de Forêt, Liège, Jaune@Temps, 2015
- Le mystère Durandal, en collaboration avec Robin Putzeys, Liège, Jaune@Temps, 2016
- Les mots pour le dire, Liège, Jaune@Temps, 2018
- 1914-1944 : deux massacres pour un village, Liège, Jaune@Temps, 2018
- La gare de Trooz d'hier à aujourd'hui, Liège, Jaune@Temps, 2018
- Le mystère Excalibur, en collaboration avec Robin Putzeys, Liège, Jaune@Temps, 2019
- Mic-Mac en non-sens, un hommage à Pierre Dac, Liège, Jaune@Temps, 2019
- Tilff en vues anciennes, Liège, Jaune@Temps, 2019
- Un cadavre à la Fenderie, Liège, Jaune@Temps, 2019
- Pauvres de nous et les chiens de charrette, en collaboration avec Robin Putzeys, Liège, Jaune@Temps, 2019
- La petite histoire de Bavière et autres lieux de soins liégeois d'autrefois, en collaboration avec Robin Putzeys, Liège, Jaune@Temps, 2020
- Conversations avec un médium, Liège, Jaune@Temps, 2020
- Le mystère Mérovée, en collaboration avec Robin Putzeys, Liège, Jaune@Temps, 2022
- Chèvremont, une basilique pour l'histoire, en collaboration avec Robin Putzeys, Liège, Jaune@Temps, 2022
- La petite histoire de Fléron en vues anciennes, en collaboration avec Robin Putzeys, Liège, Jaune@Temps, 2023
- Le village de Chaudfontaine vues anciennes, en collaboration avec Robin Putzeys, Liège, Jaune@Temps, 2023
- La servante de Satan, en collaboration avec Robin Putzeys, Liège, Jaune@Temps, 2024